# Тайрона (национальный парк)
Тайрона (исп. Parque Nacional Natural Tayrona) — национальный природный парк Колумбии. Расположен на севере Колумбийского карибского региона в департаменте Магдалена в 34 км от города Санта-Марта. 30 км² территории парка охватывают морскую среду и около 150 км² — сушу.
В фауне парка зафиксировано около 300 видов птиц и 108 видов млекопитающих, 31 вид пресмыкающихся, 15 видов земноводных, 202 вида губок, 110 видов кораллов, 471 вид ракообразных, 96 видов кольчатых червей, 700 видов моллюсков и 401 вид морских и речных рыб. Во флоре отмечено более 350 видов водорослей и 770 видов растений. Тайрона — это один из трёх национальных парков Колумбийского Карибского региона, имеющих в своей территории коралловый рельеф.
Вход на территорию парка платный. Стоимость для одного иностранца 42000 колумбийских песо. Время пребывания не ограничено. На пляжах присутствуют стоянки, места для гамаков, навесы, кострища, мангалы. Часть пляжей электрифицировано (от генераторов). 
До бухты Гайрака возможно добраться по суше, дальше — только на лодке.